# Дом страхового общества «Россия» (Большая Морская улица, 35)
Дом страхового общества «Россия» — памятник архитектуры. Расположен в Адмиралтейском районе Санкт-Петербурга, современный адрес дома — Большая Морская улица, 35.

## История
Первым известным строением на этом участке был небольшой дом придворного портного, возведённый в 1740-х годах.
На момент покупки участка Обществом на нём стояло трёхэтажное со стороны улицы здание, дворовые флигели были построены в 1874 году Ю. Ф. Бруни. Проект А. А. Гимпеля и В. В. Ильяшева Городская управа одобрила 21 апреля 1905 года.
В левом крыле третьего этажа на месте её бывшей депутатской приёмной расположен Музей Галины Васильевны Старовойтовой. В 2016 году музей был ограблен.

## Внешний вид

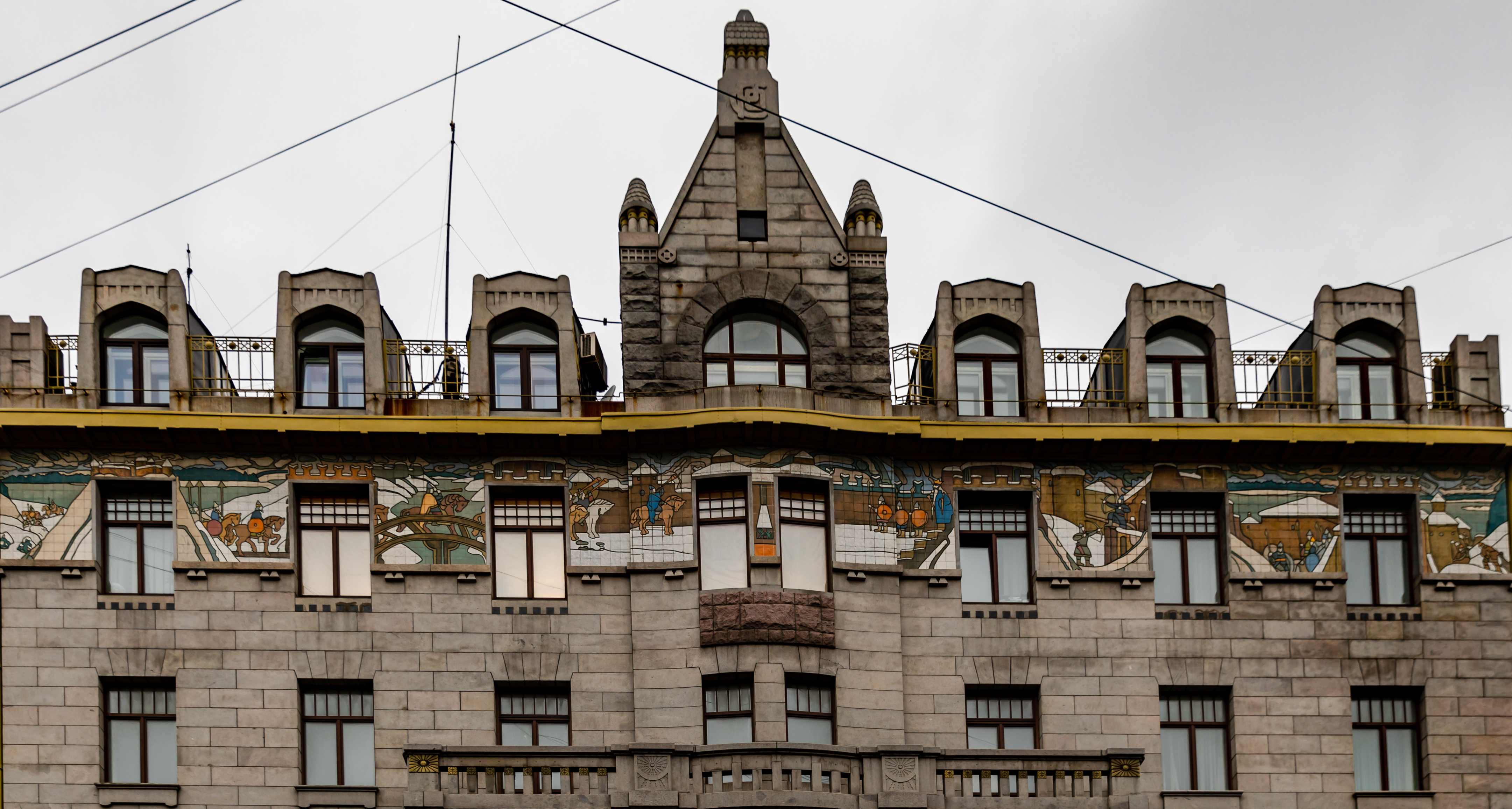
Фриз

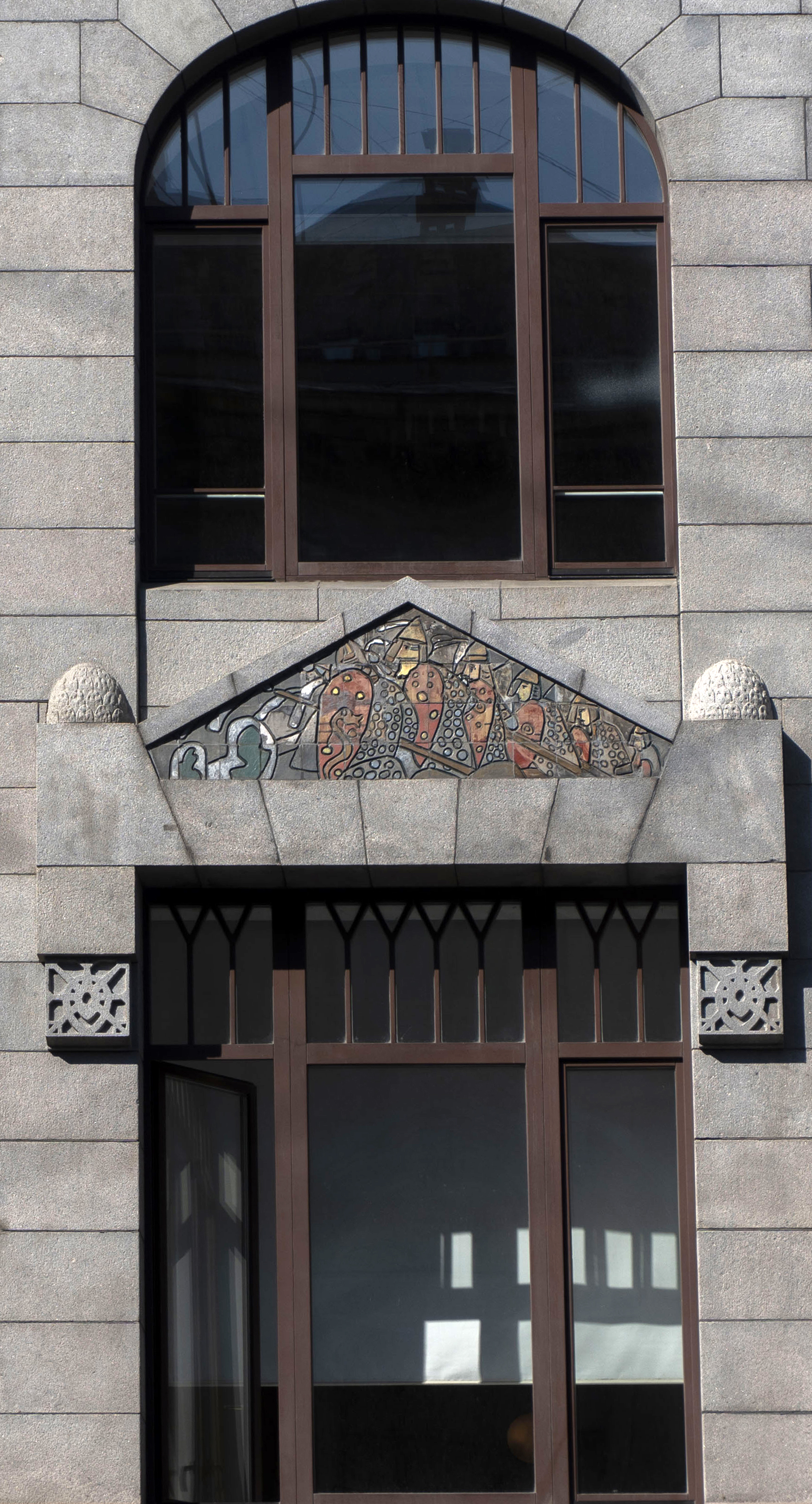
Сохранившийся оригинальный фрагмент фриза

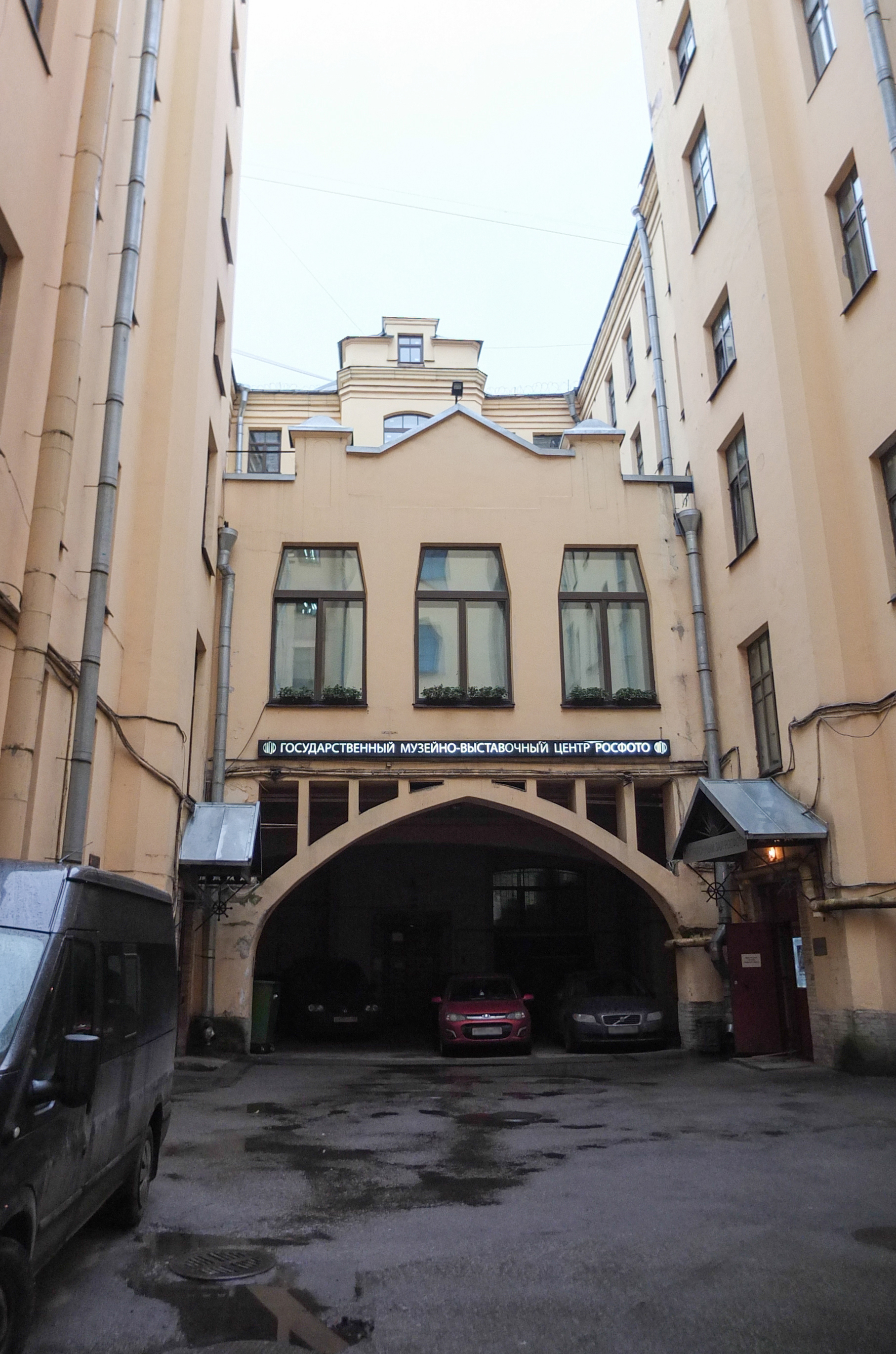
Галерея

В 1905—1907 годах вместо трёхэтажного дома было построено пятиэтажное с мансардой здание, дворовые флигели были реконструированы и соединены с лицевым зданием. Нижний этаж сдавался в аренду магазинам (чтобы выделить им больше места, у дома нет своей подворотни, во двор ведёт подворотня соседнего дома; на 1910 год магазины арендовал оптик И. Э. Мильк и стройматериалы «Стеффенс и Ко»), 2-3 этажи занимала контора страхового общества (широкие окна похожи на аркаду), на верхних этажах были шести-семикомнатные квартиры. Фасад симметричен, центральная ось подчёркнута широким балконом на уровне четвёртого этажа, чуть выгнутой над ним стеной (подобием эркера) и высоким щипцом с башенками-фиалами.
Здание облицовано гранитом, работы вело общество «Гранит» торгового дома «Кос и Дюрр». Нижний этаж облицован красным гангутским гранитом скальной фактуры с рельефными рустами, со второго этажа облицовка выполнена из дымчато-розового гранита из месторождения Ковантсари с графичной рустовкой. В нижней части дома использованы чёрные полированные плиты мелкопятнистого габбро.
По верху фасада идёт майоликовый фриз Н. К. Рериха (А. П. Иванов объединил эскизы Рериха названием «Северная жизнь»); практически весь он был уничтожен в конце 1960-х годов (согласно другим источникам — во время блокады Ленинграда), сохранились лишь небольшие вставки в сандриках над окнами второго этажа. В 2009 году фирма «Полиформ-Р» под руководством А. В. Олейника выполнила реставрацию, точность которой неизвестна, по мелким фрагментам и фотографиям. Фриз состоит из 8 частей, которые объединены идущим под окнами бордюром. Панно написаны эмалевыми красками по квадратным плиткам, контуры местами подчёркнуты тёмными бороздками. Использована техника «ложной мозаики». Работа изображает поход былинного войска. В силу необходимости восприятия издалека и согласно стилистике модерна силуэты упрощены, контуры и цветовые пятна отчётливы. В основном использованы белый, коричневый и зелёно-голубой цвета. В сохранившихся оригинальных фрагментах основные тона — красные и жёлтые, с серым фоном.
Дворовые корпуса на уровне второго этажа связаны галереей (разрешение на постройку выдано в 1906 году), под которой сделан проход через бетонную стрельчатую арку. В галерее был зал, три его шестиугольных окна сужаются кверху. На фасаде галереи также было майоликовое панно с извивающимся в морских водах змеем и ладьями над ним; возможными авторами не сохранившейся композиции называли Рериха или Ильяшева.

## Интерьеры
Парадная лестница украшена лепным фризом и комплексом различных по сюжету и стилистике витражей, нехарактерных, уникальных для Санкт-Петербурга. Предположительно основным автором интерьеров был Ильяшев. Все окна лестницы различны между собой. Снизу расположен витраж-триптих с видом на деревню, выше — витраж с растительным орнаментом, далее в шестиугольном окне изображены вписанные в круг грифоны, на четвёртом уровне витраж с павлинами, верхний витраж сохранился фрагментарно (утери есть и в других окнах), на нём изображён седобородый бог и гигантский змей.

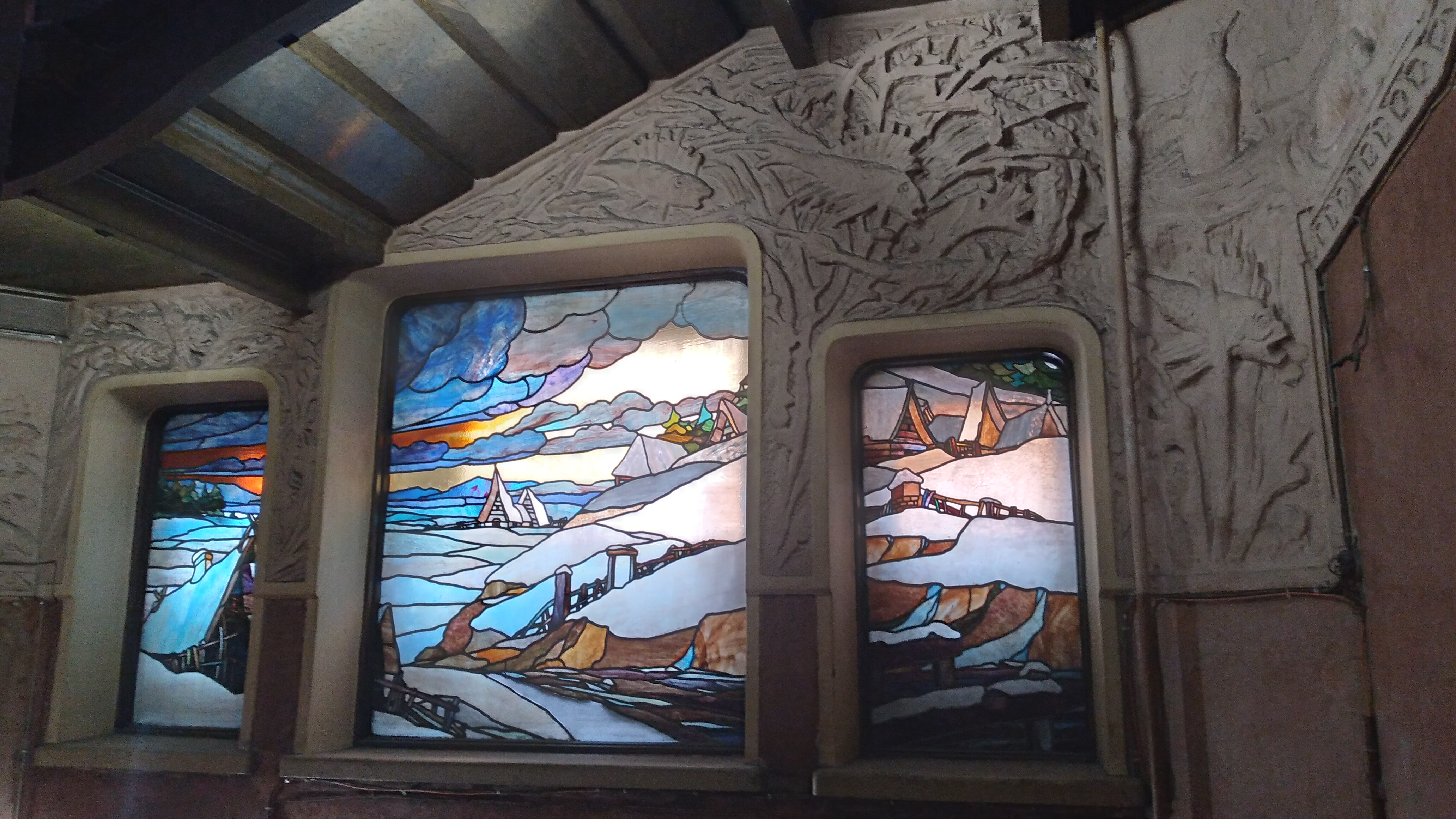
Витраж-триптих
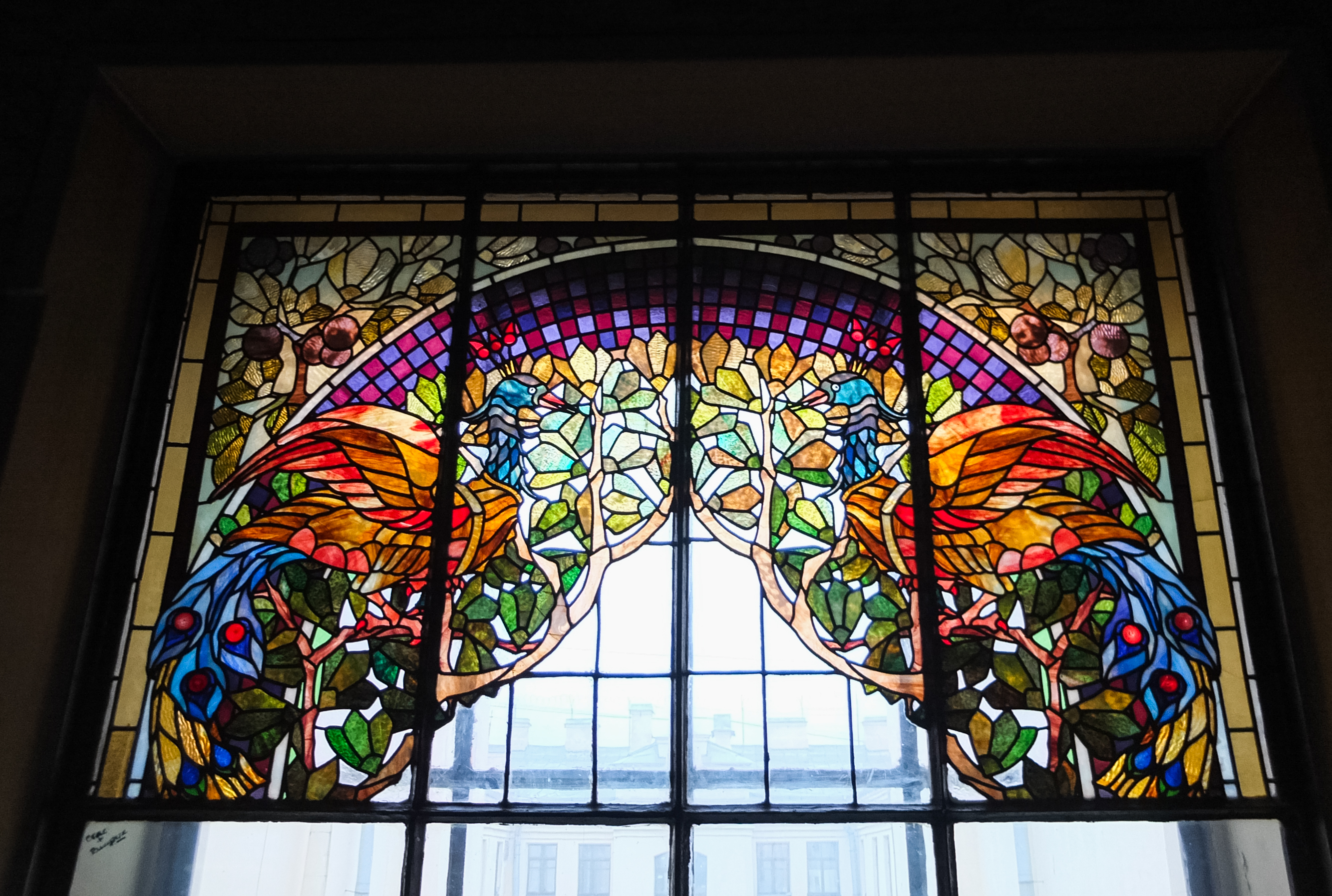
Витраж с павлинами
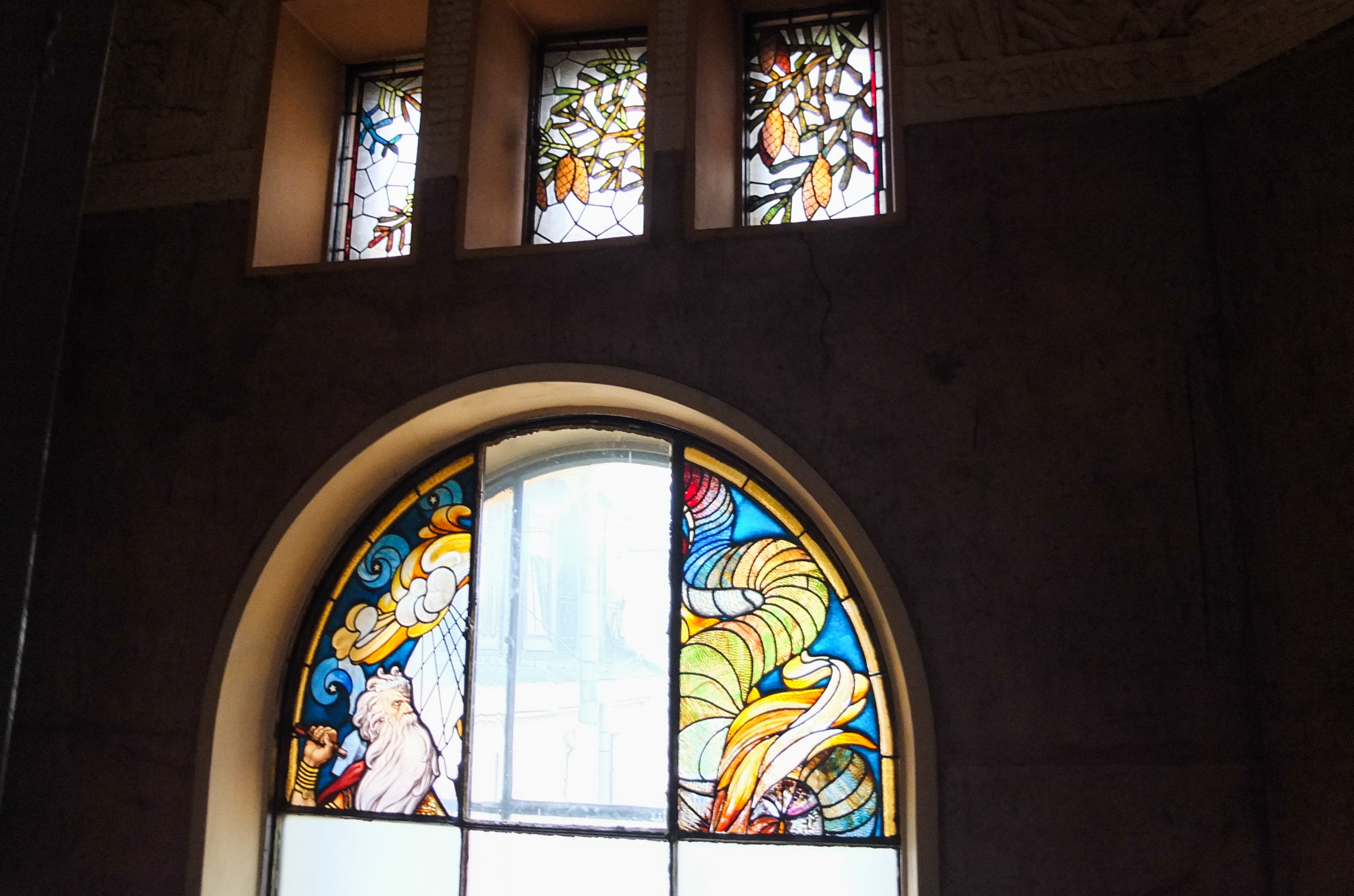
Витраж с северным богом и со змеем

На фризе лестницы, как и на фасаде, среди прочего (преимущественно барельеф посвящён северной природе) представлены всадники и воины. Предположительно одним из авторов фриза был М. Я. Харламов.
Форма камина парадной лестницы напоминает форму щипца на фасаде. На всех этажах здания установлены изразцовые камины и печи, несколько печей сделаны из натурального камня — всего 60 печей и каминов, примерно половина из которых изготовлена на финских заводах «Або», «Вильгельма Андстена», Ракколаниокского гончарного. На печах встречается стилизованная финская флора (печь по проекту Эл. Сааринена), изображение фукуса пузырчатого (эскиз У. Нюстрёма, А. Петрелиуса и В. Пенттиля), сосновые шишки (Э. Диппель), чертополох (В. Полон), звери (В. Пенттиля), геометрический орнамент (Л. Спарре и Н. Васашерна). Другая часть облицовки немецкого производства. Один камин с ваулинскими глазурями и рельефами «под бронзу» создала фирма «Гельдвейн-Ваулин», та же, что изготовила панно для фасада.

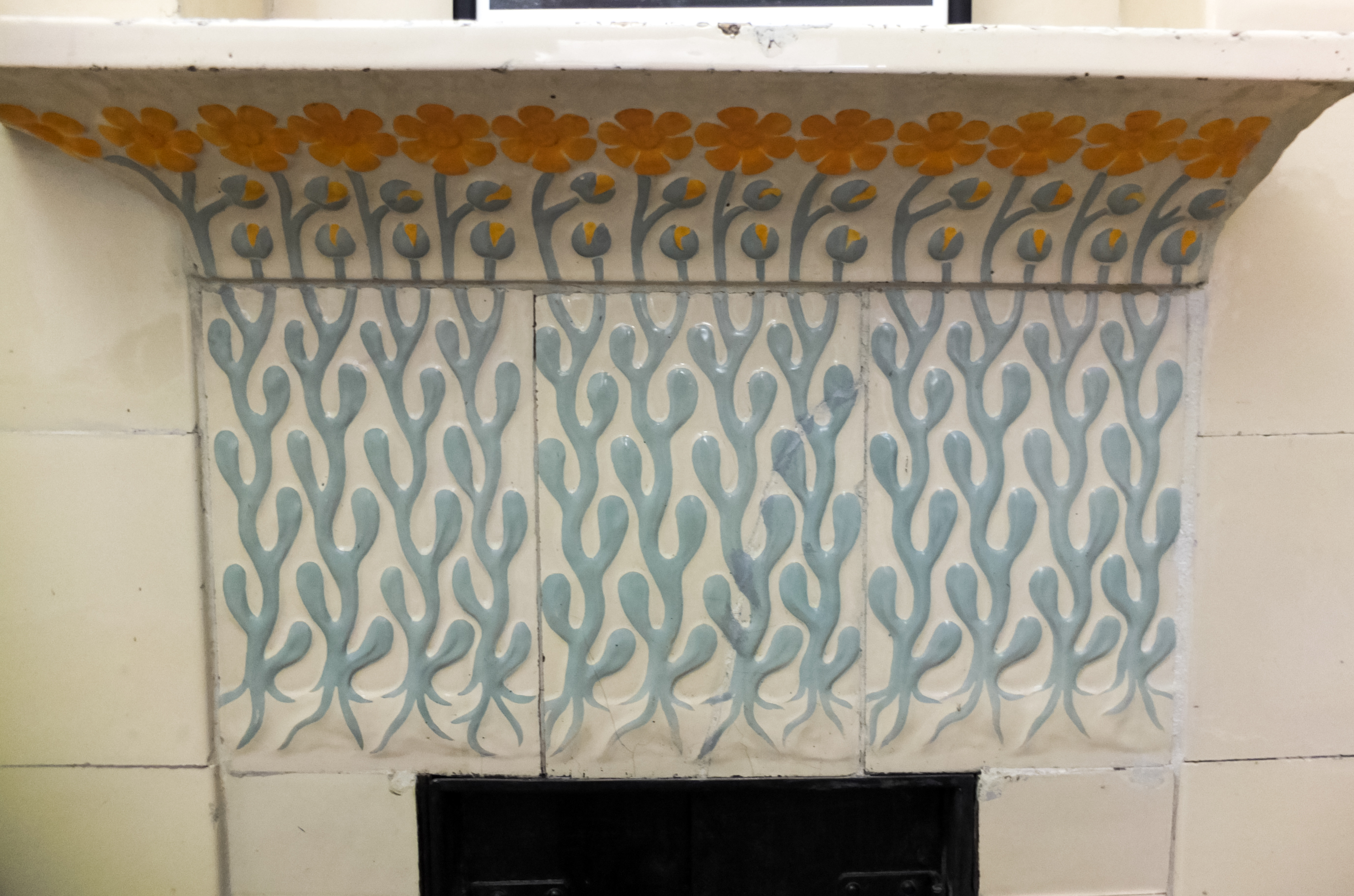
Печь с фукусом пузырчатым
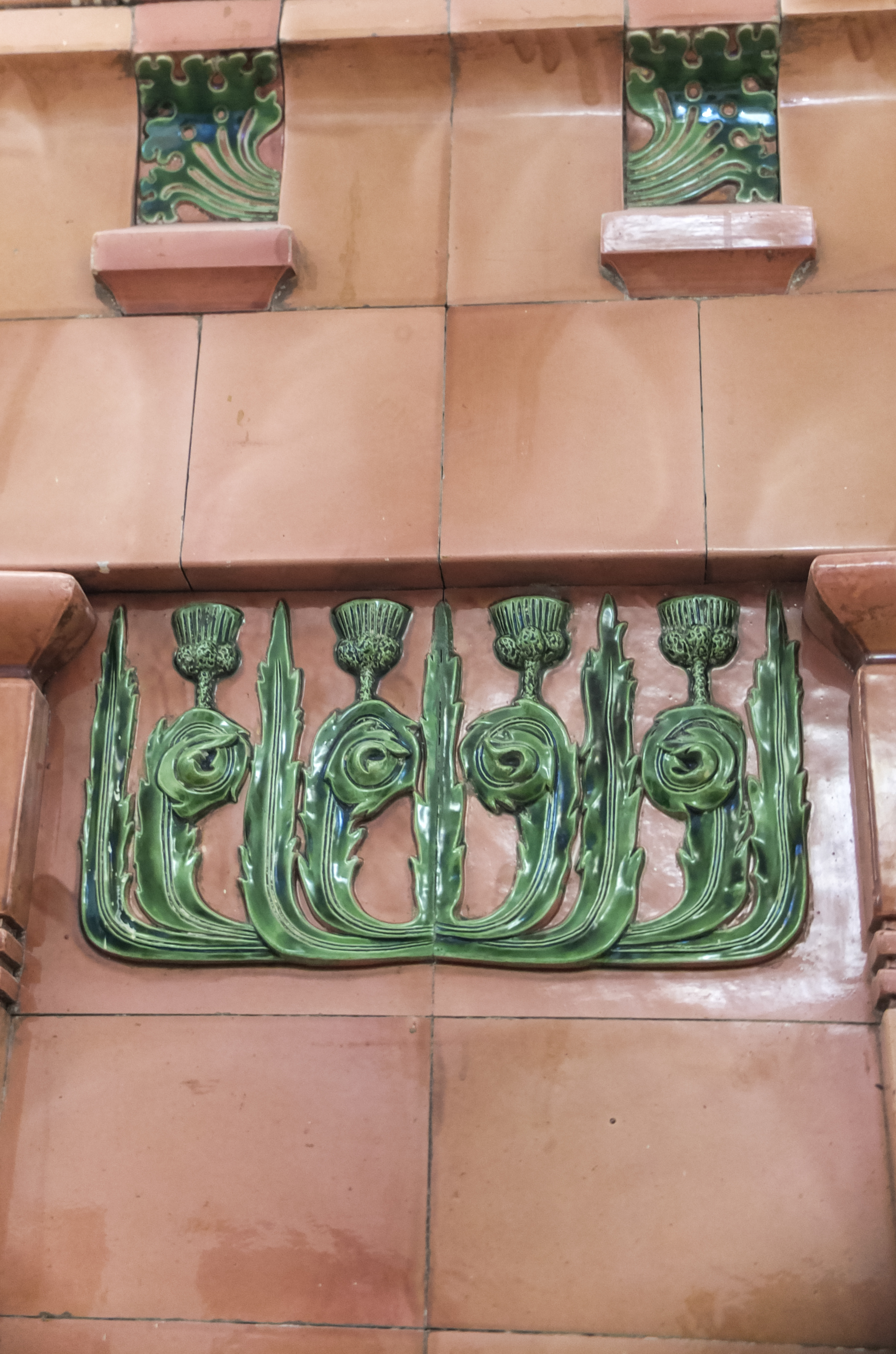
Печь с чертополохом, В. Полон
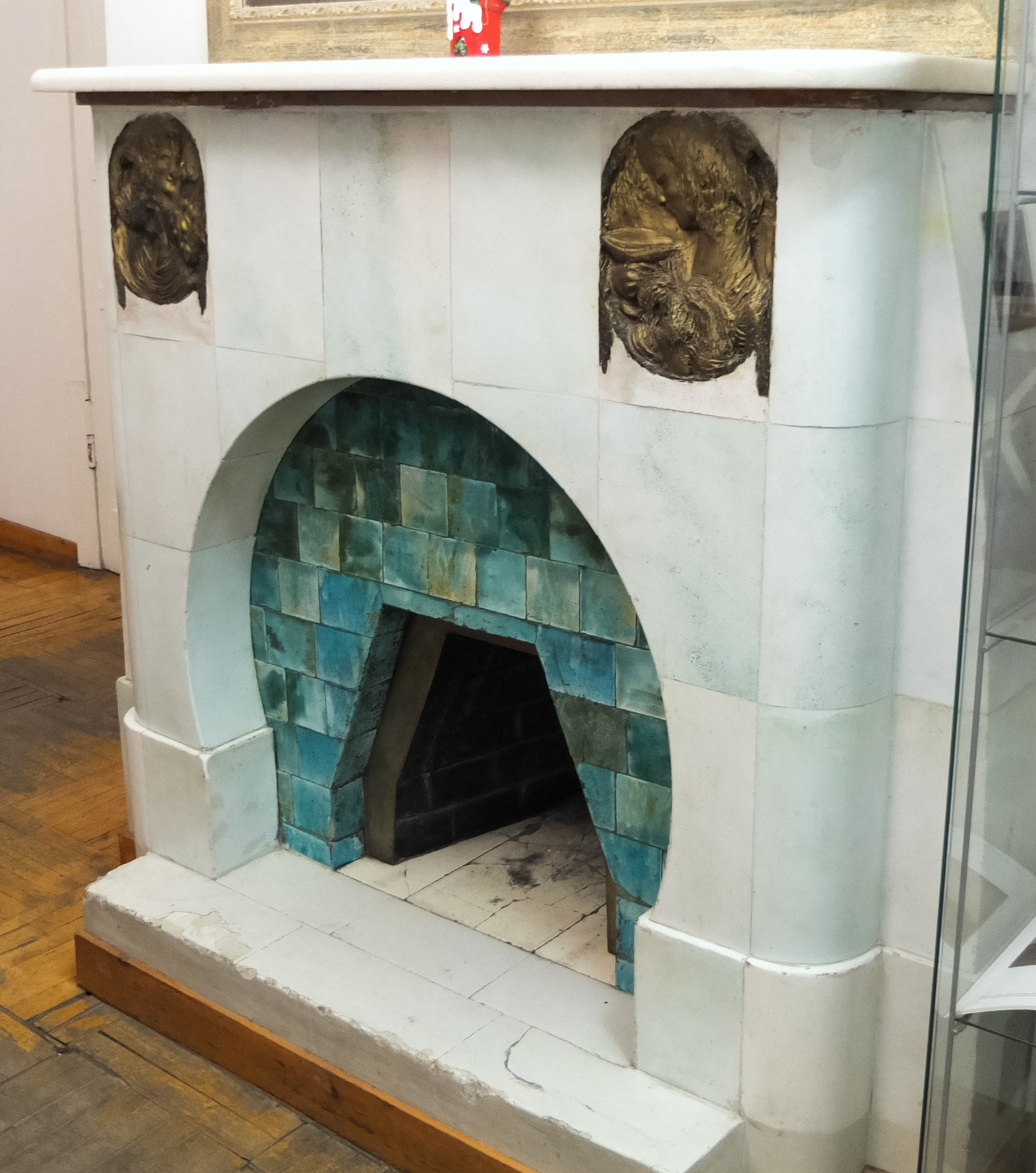
Печь производства «Гельдвейн-Ваулин»
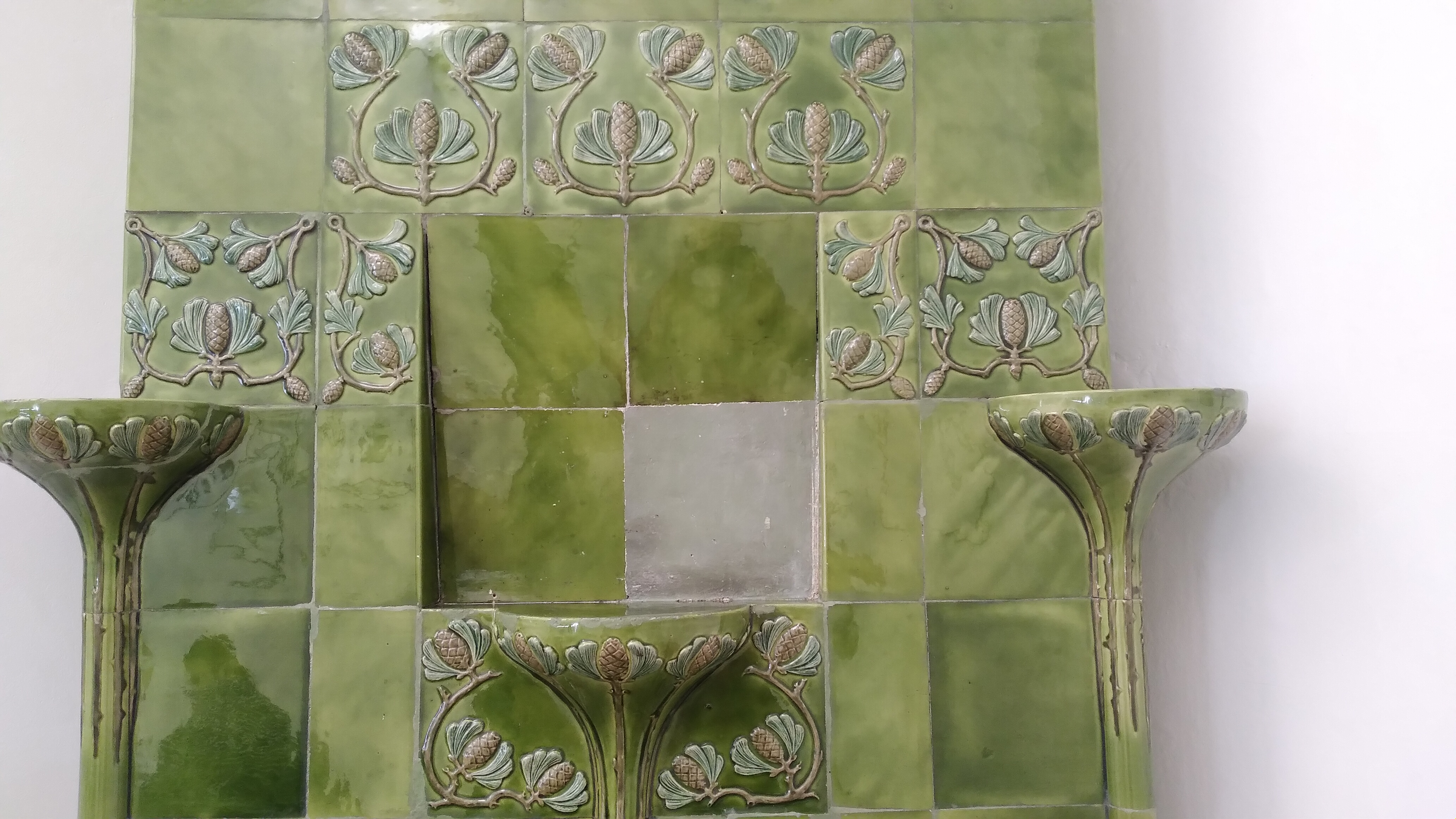
Печь (Э. Диппель)
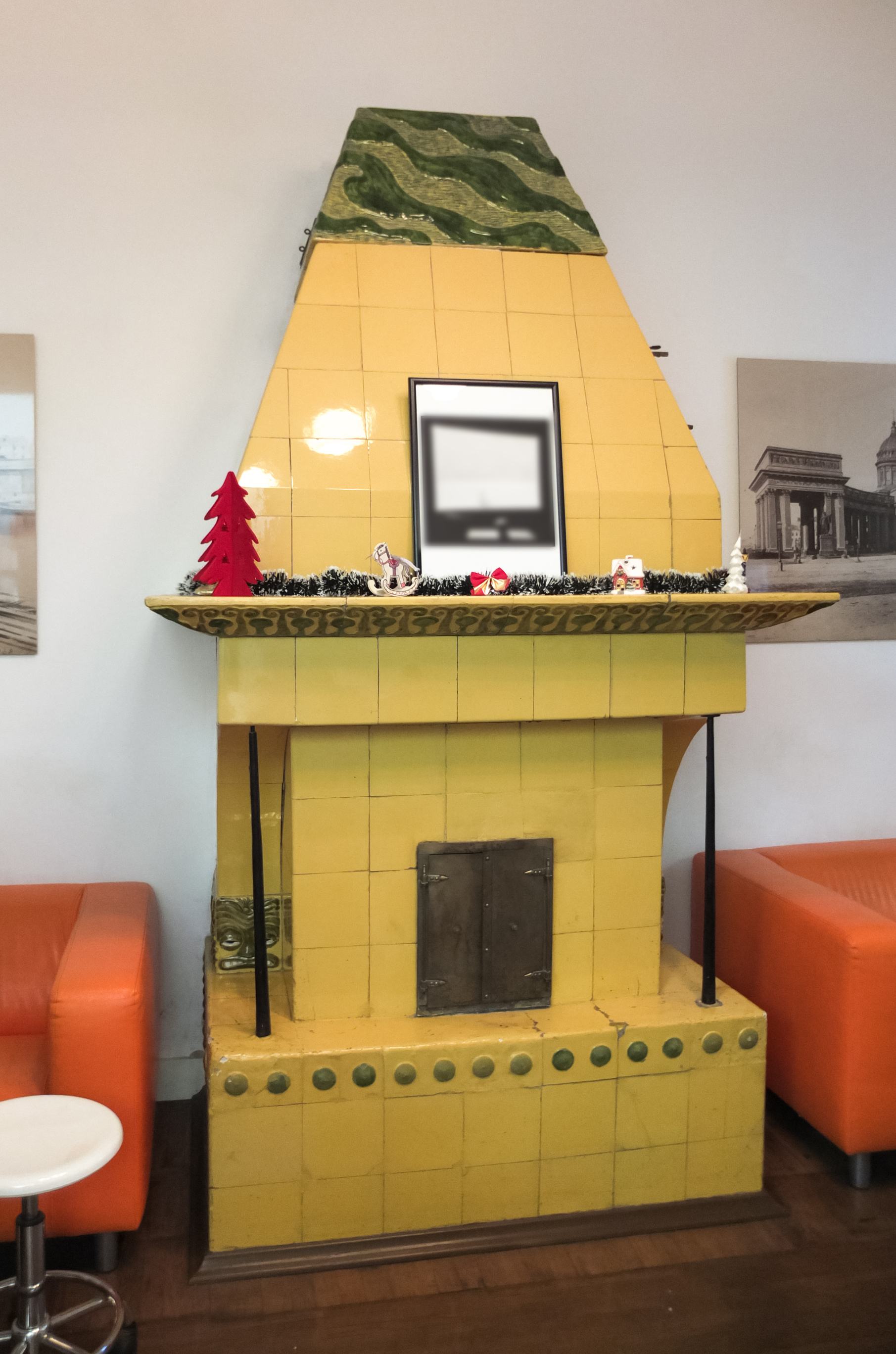
Печь по проекту В. Пенттиля
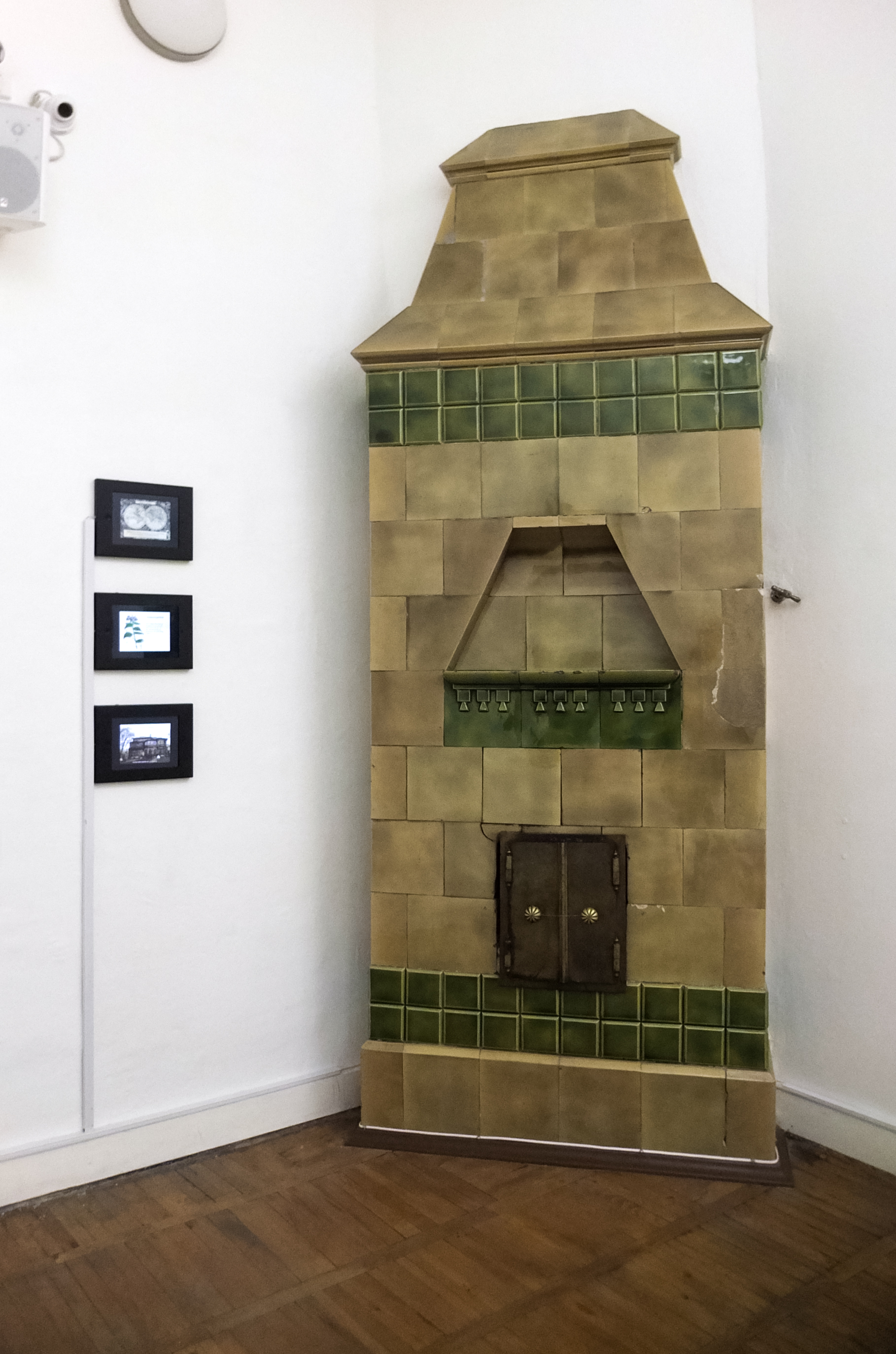
Печь по проекту Э. Диппеля
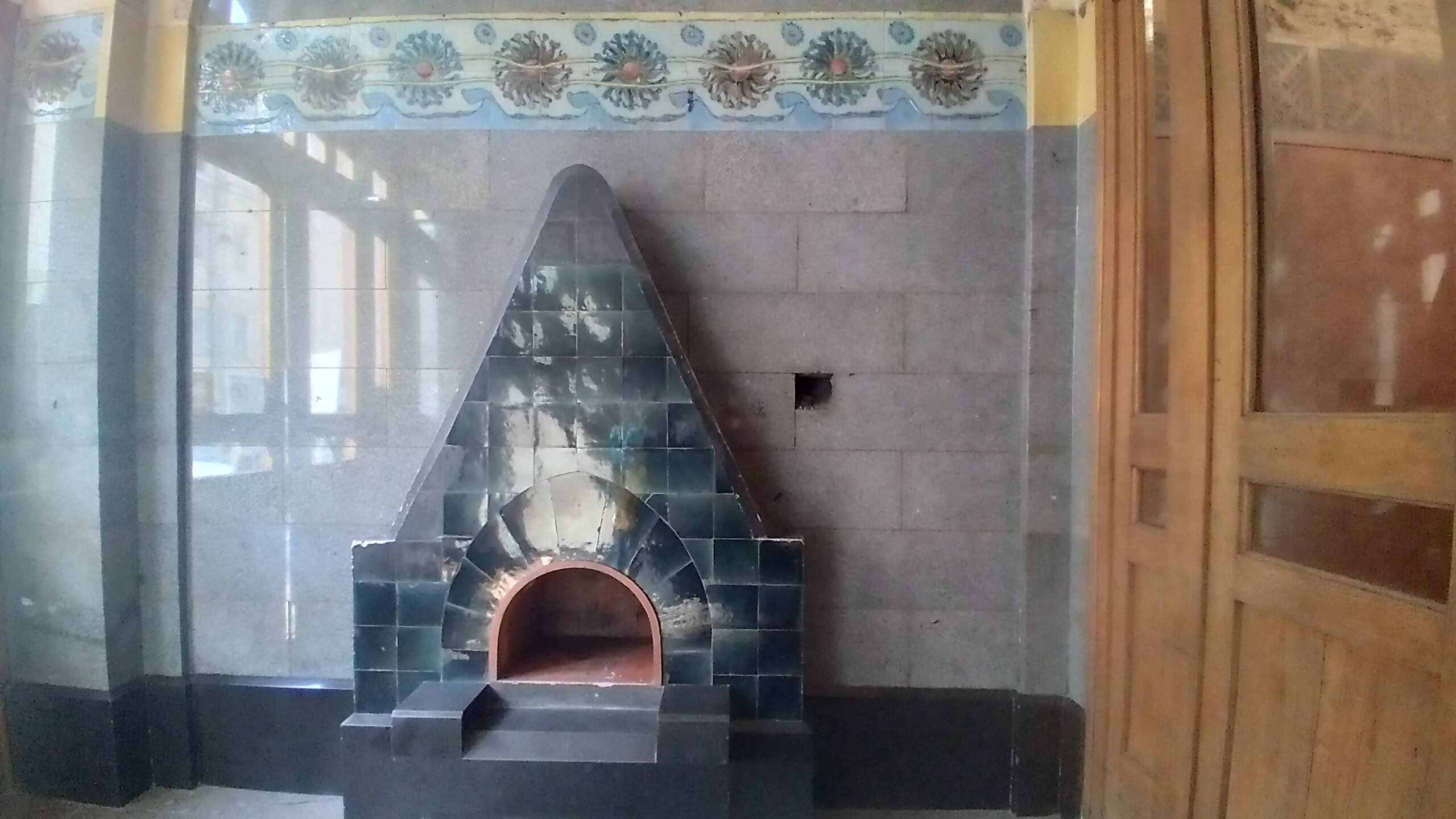
Камин-щипец